# 龍脊棚田

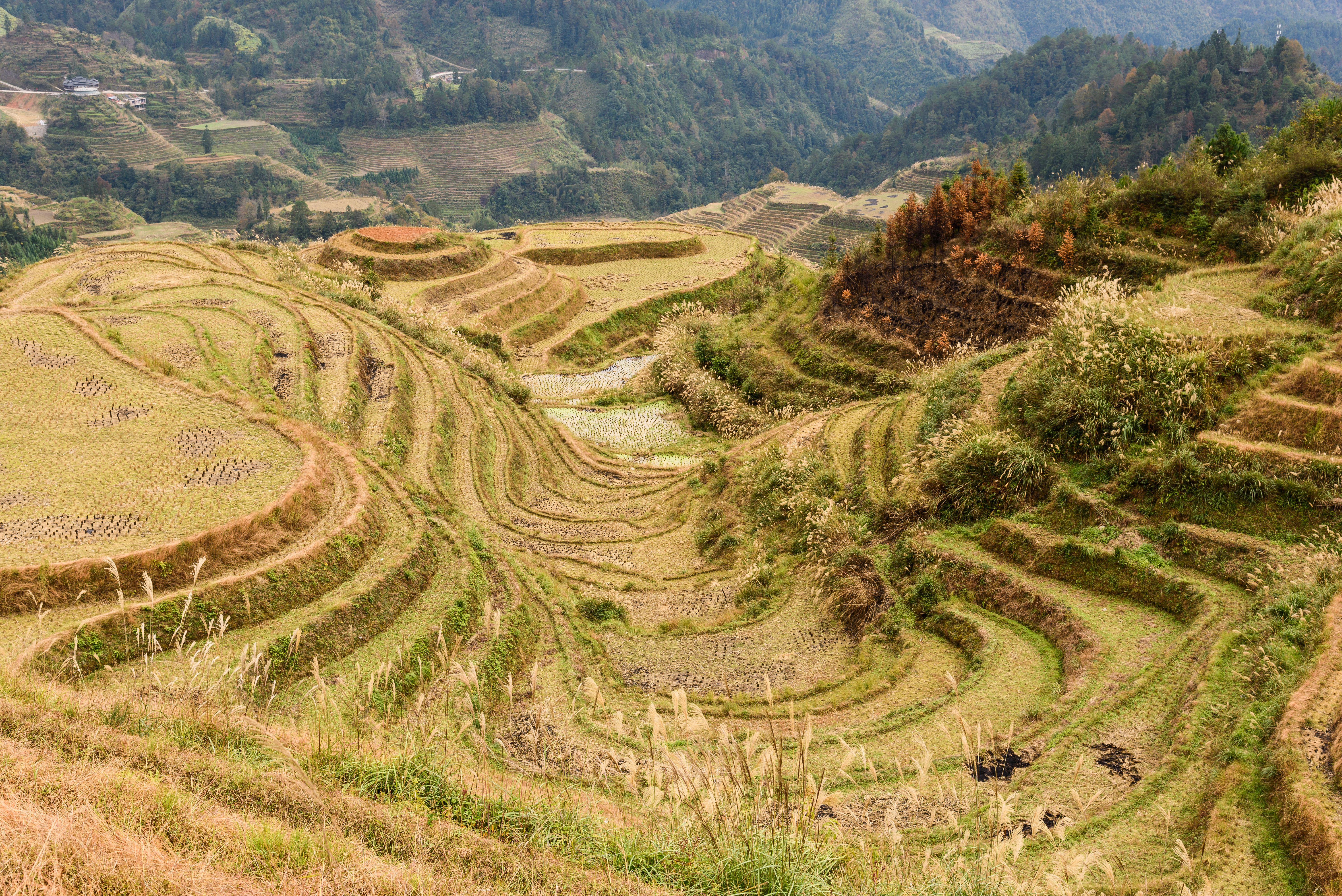
龍脊棚田

龍脊棚田（中国語: 龙脊梯田）は、中華人民共和国広西チワン族自治区桂林市竜勝各族自治県和平郷龍脊村のチワン族伝統集落の近くにある大規模な棚田である。棚田の海抜は300から1100 mで、桂林市内から約80 km離れている。元代から清代にかけて少数民族のチワン族とヤオ族の人々が作ったものであり、「金坑（大寨）ヤオ族棚田」と「平安チワン族棚田」からなるが、一般的にいう景勝地としての「龍脊棚田」は後者を指す。
2018年1月11日、「中国南方亜熱帯地域の棚田システム」の1つとして世界重要農業遺産システムに認定された。